# Kepler-20g
Kepler-20g es un planeta extrasolar no transitante que forma parte de un sistema planetario formado por al menos siete planetas. Orbita la estrella denominada Kepler-20. Fue anunciado en el 24 de agosto de 2016 por la sonda Kepler por medio de la velocidad radial.